# Als ich fortging (Karussell-Lied)
Als ich fortging ist ein Lied der Gruppe Karussell, das 1987 veröffentlicht wurde. Komponist und Sänger ist Dirk Michaelis, der Text stammt von Gisela Steineckert. Das Stück gilt als Klassiker der DDR-Rockmusik.

## Geschichte
Die Melodie des Liedes hatte Dirk Michaelis schon als Kind nach Trennung seiner Eltern ersonnen. Michaelis bat persönlich bei der bekannten Schriftsteller- und Textdichterin Gisela Steineckert um das Verfassen eines passenden Textes zur Melodie. Dieser kam Monate später, da die Dichterin zunächst mit ihrer Wohnungsrenovierung beschäftigt war. Aus dieser ersten Zusammenarbeit wurde eine künstlerische und persönliche Freundschaft, die bis heute anhält.
Gemeinsam waren sie häufig auf Konzert- und Lesetour.
Der Text zur Melodie wurde für die Aufnahme erweitert und leicht verändert. So erschien das Stück, obwohl zunächst nicht vorgesehen, als neuntes und letztes Lied der Langspielplatte Café Anonym im Jahr 1987 bei Amiga. Die Produzentin war Luise Mirsch.
Als ich fortging wurde das erfolgreichste Lied des Albums und erreichte 1987 den zweiten Platz der DDR-Jahreshitparade. Es wurde in der Folge Eifersucht der Serie Polizeiruf 110 des Deutschen Fernsehfunks am 28. August 1988 als Filmmusik verwendet. Das Lied gefiel dem Regisseur Bernd Böhlich so gut, dass er Karussell mit der Komposition des Hauptanteils der Filmmusik beauftragte.
Das anschließend produzierte Karussell-Album Solche wie du wurde von Amiga abgelehnt und erschien 1989 bei dem bundesdeutschen Plattenlabel Monopol. Als ich fortging befindet sich auch auf diesem Album und wurde zudem 1989 in der Bundesrepublik Deutschland als Single veröffentlicht. In der Folge erschien das Stück in der Originalversion auf zahlreichen Kompilationen und wurde häufig gecovert.
Gelegentlich wird das Lied als „Wendehymne“ bezeichnet, da sein Titel und die Zeile „Nichts ist unendlich, so sieh das doch ein“ auf die Fluchtbewegung aus der DDR im Sommer und Herbst 1989 und die Auflösung des Landes bezogen wurde. Michaelis sang es in drei Konzerten vom 8. bis 10. November 1989 im Palast der Republik und wurde für sein auf den damaligen Fall der Mauer passendes Lied gefeiert.
2007 sang Dirk Michaelis den Song live auf dem Ostrock-Klassik Konzert. Am 12. Februar 2021 sang Michaelis das Lied live am Piano gemeinsam mit Moderatorin Kim Fisher in der Sendung Riverboat des MDR.

## Beschreibung
Als ich fortging dauert in der Originalversion vier Minuten und elf Sekunden. Die Version auf Solche wie du dauert vier Minuten und acht Sekunden.
Das Lied ist im Original eine sparsam instrumentierte Rockballade in e-Moll, die im Dreiviertel-Takt mit Synkopen gespielt wird. Das Original wurde von Dirk Michaelis gesungen und von Keyboarder Wolf-Rüdiger Raschke, Gitarrist Jürgen Hofmeister und Bassgitarrist Claus Winter begleitet. Im Vordergrund der Instrumentalbegleitung steht ein E-Piano, das meist Läufe aus einzelnen Tönen spielt, die sich während des Liedes häufig wiederholen, einschließlich der Töne der gleichzeitig gesungenen Melodie und eines ostinaten Taktes am Ende jeder Strophe. Daneben wird eine akustische Gitarre ebenfalls als Melodieinstrument eingesetzt, die aber bis auf wenige Akzente im Hintergrund bleibt. Ebenfalls im Hintergrund bleibt eine Bassgitarre. Teilweise ist die Begleitmusik fugenartig und zeigt damit eine barocke Prägung. Vor- und Nachspiel dauern jeweils rund eine Minute und sind annähernd gleich. Auch hier spielt das E-Piano die Töne der gesungenen Melodie. Der Gesang ist expressiv, aber im Einklang mit dem verhaltenen Charakter des Stücks.
Der Text besteht aus sechs Strophen mit vier, vier, acht und wiederum vier, vier und acht teilweise sehr kurzen Zeilen. Alternativ wird der Text auch in vier Strophen zu je vier längeren Zeilen dargestellt. Er handelt von einem Mann, der als Ich-Erzähler die Trennung von einer Frau beschreibt. Die Frau sträubt sich, die Trennung zu akzeptieren; der Mann zeigt sich ebenfalls unsicher und kehrt zurück. Er begründet die Notwendigkeit der Trennung, weiß aber auch um den emotionalen Schmerz der Frau. In der Zeit der Wende wurde der Text auch als ein Abschied von der zusammenbrechenden DDR gelesen.
Im Original singt Dirk Michaelis die Zeile „Als ich fortging kam ein Wind so schwach“; es heißt aber eigentlich „... ein Wind so wach“ und wurde später auch so gesungen.

## Versionen
Das Lied wurde unter anderem interpretiert von den Puhdys, Katrin Sass, Rosenstolz, Tokio Hotel, Staubkind, Adoro, Angelo Kelly, Haris Alexiou, Forseti, Elif, Heinz Rudolf Kunze und Hans Hartz. Im Duett sang es Dirk Michaelis zusammen mit Matthias Reim, Jose Carreras, Kyau vs. Albert, Sarah Connor und Inka Bause. Axel Kurth, Mitglied der Band WIZO, sang es in einer Punkversion.

## Rezeption
- 2005 wurde das Lied in der Abstimmung zu ZDF-Sendung Unsere Besten – Jahrhundert-Hits auf Platz 15 gewählt. Unter den Stücken aus der früheren DDR belegte es Rang 4.
- Das 2007 erschienene Buch Als ich fortging – Das große DDR-Rockbuch wurde nach dem Lied benannt.[12]
- Thomas Krüger spielte es 2013 beim Supertalent. Bei The Voice of Germany wurde es 2020 von Isabel Nolte gesungen.[13]